# Friedrich Hollaus

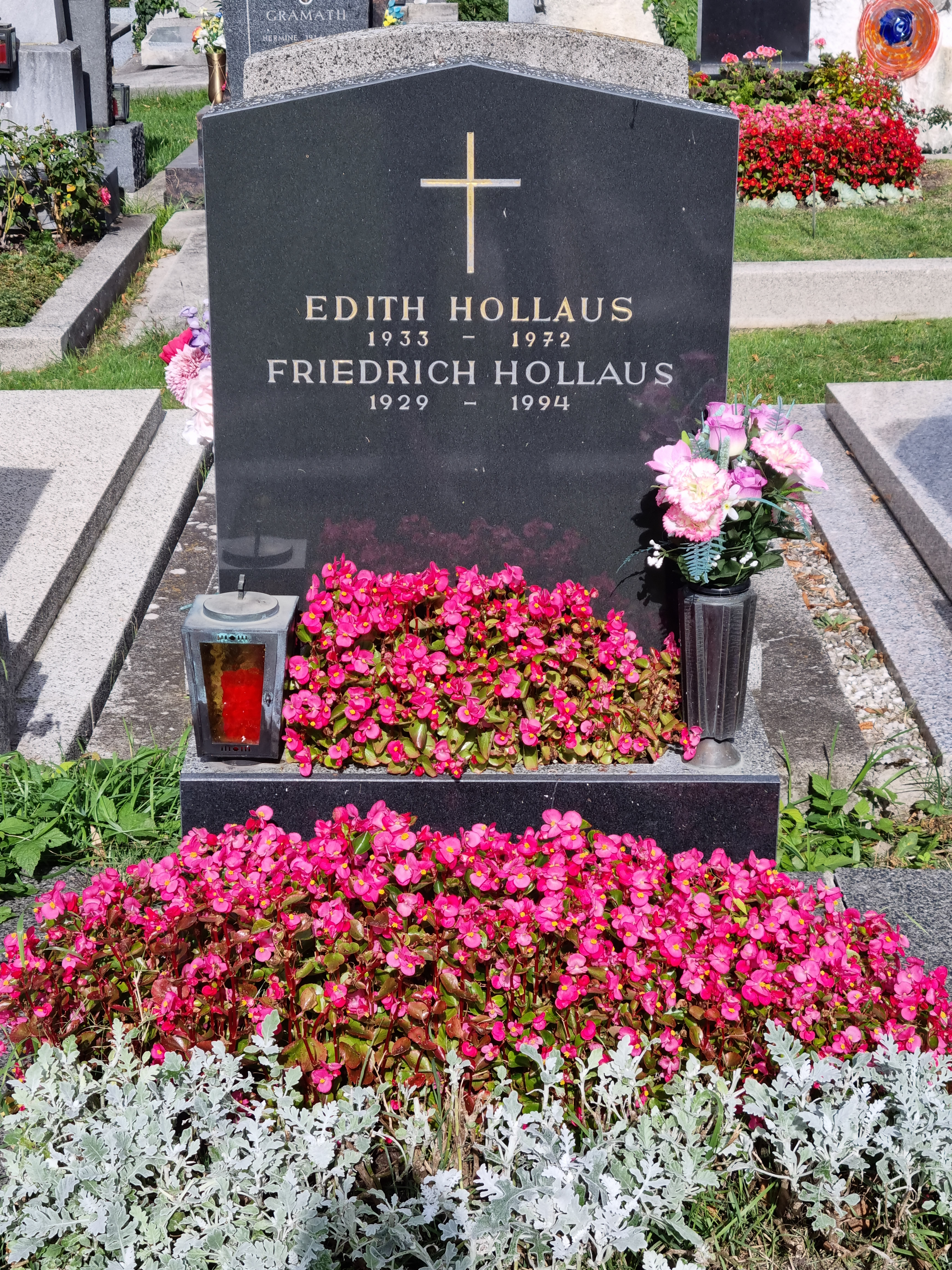
Grabstätte von Friedrich Hollaus am Inzersdorfer Friedhof

Friedrich „Fritz“ Hollaus (* 21. Oktober 1929 in Wien; † Februar 1994) war ein österreichischer Fußballspieler. Der Stürmer erzielte im Dress des Club Atlético de Madrid den ersten Treffer eines Österreichers in der spanischen Primera División.
Friedrich Hollaus begann seine Karriere bei seinem Heimatverein SC Rapid Oberlaa. Bei den Oberlaaern, die zum damaligen Zeitpunkt in der höchsten österreichischen Liga spielten, kam er zum ersten Mal in der Saison 1948/49 in der Kampfmannschaft zum Einsatz, erlebte aber nur ein Jahr später den Abstieg in die Zweitklassigkeit. Friedrich Hollaus wechselte allerdings zum Wiener Sport-Club und blieb damit der ersten Liga erhalten. Kaum hatte sich der Stürmer in die erste Mannschaft gespielt, war auch der Sport-Club in die B-Liga abgestiegen. Fritz Hollaus sicherte den Dornbachern mit 31 Toren in der B-Liga-Saison 1952/53 nicht nur den sofortigen Wiederaufstieg, sondern sich selbst auch den Titel des Torschützenkönigs. Nach einem weiteren Jahr in der A-Liga mit dem Sport-Club wechselte Friedrich Hollaus zum Aufsteiger FC Stadlau. Insgesamt drei Saisonen konnte er sich mit dem kleinen Klub aus Transdanubien in der A-Liga halten, in seiner besten Saison 1955/56 gelangen dem Stürmer 19 Treffer in 25 Spielen.
Friedrich Hollaus kam nach dem Stadlau-Abstieg beim Erstligisten Wiener AC unter, wo er nach einer überzeugenden Hinrunde vom Club Atlético de Madrid aus der spanischen Primera División abgeworben wurde. In seinem zweiten Spiel konnte er bereits nach sieben Minuten als erster Österreichischer gegen Real Saragossa über ein Tor in der höchsten spanischen Liga jubeln; aber auch in den folgenden drei Partien erzielte er jeweils einen Treffer. Schließlich konnte er mit dem Gewinn der spanischen Vizemeisterschaft in der Saison 1957/58 den größten Erfolg seiner Vereinskarriere erlangen. Von Madrid ging Friedrich Hollaus zum Real Club Deportivo Mallorca, mit dem er 1960 erstmals in der Vereinsgeschichte in die Primera División aufstieg. Nach dem „Abenteuer Spanien“ kehrte der gelernte Stürmer 1961 zurück zum WAC in die A-Liga, wo er noch fünf weitere Jahre als Stammspieler in der Abwehr der Athletiker diente.
Friedrich Hollaus wurde am 22. Februar 1994 auf dem Inzersdorfer Friedhof (Gruppe 3, Reihe 30, Nummer 1) bestattet.
| Personendaten    | Personendaten                   |
| ---------------- | ------------------------------- |
| NAME             | Hollaus, Friedrich              |
| ALTERNATIVNAMEN  | Hollaus, Fritz (Spitzname)      |
| KURZBESCHREIBUNG | österreichischer Fußballspieler |
| GEBURTSDATUM     | 21. Oktober 1929                |
| GEBURTSORT       | Wien                            |
| STERBEDATUM      | Februar 1994                    |